# 回折限界

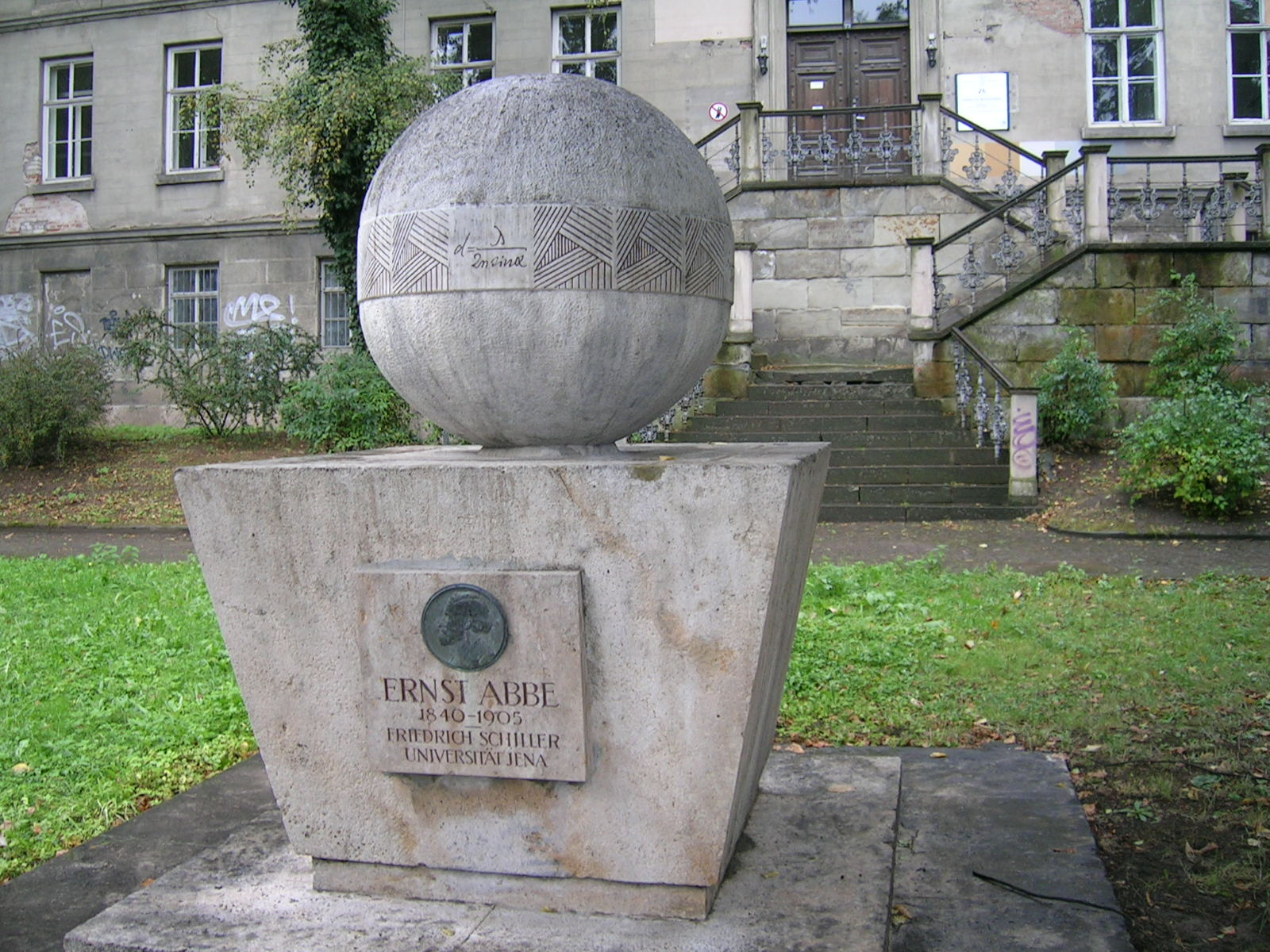
顕微鏡の回折限界のという近似式を求めたエルンスト・カール・アッベの記念碑。dは、分解可能図形寸法、λは光の波長、nは映す媒質の屈折率、θ（記念碑にはαと刻まれている）は光学対物レンズに対する半角を表す。

様々な天文機器と比較した様々な光の波長の回折限界の開口直径と角度分解能両対数グラフ。例えば、青の星は、ハッブル宇宙望遠鏡は0.1秒角では可視光領域でほぼ回折限界になることを表し、赤い丸は人間の目は理論上20秒角の分解能を持つことを示している。しかし普通は60秒角しか持たない。

回折限界（かいせつげんかい、英: diffraction-limit）とは、顕微鏡や望遠鏡などの光学系における、光の回折に起因する、分解能の理論的な限界である。回折限界は、対象を識別するために必要な緻密さと比較して、光の波長が十分に長いことによって生じるため、回折限界を超える分解能を得るためには、より短い波長の波（例えば、電子線）を観測に用いる等の手段が考えられる。

## 概要
一般に、顕微鏡、望遠鏡やカメラ用レンズなどの光学結像系の分解能は、レンズの欠陥や不整合といった要素によって左右される。しかし、もし仮に、完全な精密さをもつ光学系が作成できたとしても、現実に無限の分解能が得られることはなく、光の回折に起因する分解能の限界がある。この限界を、回折限界（かいせつげんかい）と言う。
望遠鏡の回折限界の角度分解能は、観察する光の波長に比例し、対物レンズの入射口径に反比例する。口径が円である望遠鏡の場合、回折限界である像の最小の大きさはエアリーディスクの大きさである。望遠レンズの口径を小さくすると、それに比例して回折が増加する。最近のf/22のような小さな口径のレンズでは回折のみに制限され、構造内の収差やその他の不完全性によっては制限されない。
顕微鏡の場合、回折限界の空間分解能は光の波長と、対物レンズか物体照明源のうち小さい方の開口数に比例する。
天文学において、地表に所在する光学望遠鏡は、到来する光が大気の影響を受けるため、回折限界よりもずっと低い分解能になる。最近の進んだ展望台の中には、補償光学の技術を用いることにより、解像度を上げられるものも存在するが、たとえ補償光学を用いたとしても、回折限界に到達するのは困難である。
電波望遠鏡は、使用する波長が非常に長く（ミリメートルからメートル）大気ゆがみが無視できるため、回折限界が高いことがよくある。宇宙望遠鏡（ハッブルや非光学望遠鏡など）は、設計に光学収差がない場合常に回折限界で機能する。
理想に近い光線の伝播特性を持つレーザーからの光線は回折限界であると表現されるかもしれない。回折限界レーザー光線は回折限界光学を通るが、回折限界のままであり、レーザーの波長における光学的な分解能と本質的に等しい空間的・角度的な大きさを持つ。

## 顕微鏡におけるアッベ回折限界
顕微鏡のサブ波長構造の観察はアッベ回折限界により難しい。1873年にエルンスト・アッベは通る媒質の屈折率がn、像へ半角{\displaystyle \theta }で集まる波長λの光は下に示す半径の像を作ることを発見した。
{\displaystyle d={\frac {\lambda }{2n\sin \theta }}={\frac {\lambda }{2\mathrm {NA} }}}
分母の{\displaystyle n\sin \theta }は開口数(NA)と言われ現代の光学ではおよそ1.4–1.6に達しアッベ限界はd = λ/2.8である。500 nmあたりの緑色光およびNAを1と仮定すると、アッベ限界はおおよそd = λ/2 = 250 nm (0.25 μm)であり、ほとんどの生物細胞(1 μm から 100 μm)よりも小さく、ウイルス(100 nm)、タンパク質(10 nm)、あまり複雑ではない分子(1 nm)よりは大きい。解像度を上げるために紫外線およびX線顕微鏡のような短い波長を使うことができる。これらの技術は解像度は良いが高価であり、生物サンプルのコントラスト不足やサンプル損傷の可能性といった問題点がある。

## ディジタルフォトグラフィーへの示唆
ディジタルカメラでは、回折効果が通常のピクセルグリッドの効果と相互作用をする。この光学系の異なる部分からなる複合効果は点拡がり関数（PSF）の畳み込みにより決定される。回折限界レンズの点拡がり関数はエアリーディスクである。カメラの点拡がり関数は計器応答関数（IRF）とも呼ばれ、ピクセルピッチに等しい幅を持つ矩形関数で近似することができる。画像センサの変調伝達関数（PSFより得られる）のより完全な導出は、フリーゲルによって与えられた。正確な計器応答関数が何であれ、レンズのFナンバーにはほとんど依存しないことに気づくだろう。よって、異なるFナンバーでは以下のように3つの異なるレジームで動作させることができる。
1. 回折PSFの広がりに対してIRFに広がりが小さい場合には、系は本質的に回折制限がされているということができる（レンズ自体が回折限界である限り）
2. IRFに対して回折PSFの広がりが小さい場合には、系は機器制限されている
3. PSFとIRFの広がりが同じオーダーの場合、両方とも系の利用可能な解像度に影響する

回折限界PSFの広がりはエアリーディスクの最初のヌルの直径により近似され、
{\displaystyle d/2=1.22\lambda N,\,}
λは光の波長、Nは結像光学のF値である。f/8及び緑色光（波長0.5 μm）ではd = 9.76 μmとなる。これは、市販の'フルフレーム'（43mmセンサー対角）カメラのほとんどの画素サイズと同じオーダーの大きさであり、おおよそ8のF値に対してレジーム3で動作する（F値が8以下で回折限界に近いレンズはほとんどない）。より小さいセンサを備えたカメラはより小さい画素を有する傾向にあるが、それらのレンズはより小さいf値で使用するように設計され、レンズが回折限界となるf値でのレジーム3で動作する可能性が高くなる。

## より高い解像度の取得
回折限界の光学系をただ使うときよりも高い解像度を有するように見える画像を生成する技術が存在する。これらの技術は、解像度のいくつかの面は向上するが、一般的に費用および複雑性が莫大に増加する。この技術はふつう画像化の問題の小さなサブセットにのみ適している。一般的なアプローチを以下に概説する。

### 開口数の拡大
顕微鏡の有効分解能は、側面から照らすことにより向上させることができる。
明視野もしくは微分干渉顕微鏡など従来の顕微鏡では、これはコンデンサを用いることにより達成される。空間的にインコヒーレントな条件下では、画像はコンデンサ上の各点から照らされた画像の合成として理解され、それぞれが対象の空間周波数の異なる部分をカバーする。これは多くて2倍まで効果的に解像度を改善させる。
全ての角度から同時に照射すると（全開集光器）、干渉計のコントラストは低下する。従来の顕微鏡では最大解像度（全開集光器、NA = 1）はめったに使われない。さらに、部分的にコヒーレントな条件下では記録された画像が物体の散乱ポテンシャルに対して非線形になることがよくある（特に非自発光（非蛍光）の対象物を見るとき）。コントラストを高めるために、そしてときどき系を線形化するために、（構造化光を用いた）非従来の顕微鏡は、既知の照明パラメータを有する一連の画像を取得することにより、集光器の照明を合成する。通常、これらの画像は全閉集光器（こちらもほとんど使われない）を使用した場合と比較して対象物の空間周波数の大部分をカバーするデータをもって単一の画像を形成するように合成される。
別の技術である4Pi 顕微鏡は、前方および後方散乱光を集めることにより有効開口数を2倍にし、回折限界を事実上半分にするために、2つの対に配置された対物レンズを使用する。インコヒーレントな照明および構造化照明を組み合わせ、前方と後方の散乱光の両方を集めることにより透明のサンプルをイメージングする際、完全な散乱球を結像することが可能である。
局在化に依存する方法とは異なり、このような系は照明（集光器）と集光光学系（対物レンズ）の回折限界により制限されるが、実際には従来の方法と比較して実質的な解像度の改善がもたらされる。

### 近接場の技術
回折限界はエバネッセント場が検出器に届かないと仮定しているため、遠方場においてのみ有効である。像平面から光の約1波長未満の範囲で作用する様々な近接場の技術は非常に高い解像度を得ることができる。これらの技術はエバネッセント場が非常に高い高解像度の画像を構築するために使用できる回折限界を超える情報を含むという事実を利用し、原理的に特定のイメージングシステムが近接場信号をどれだけうまく検出できるかに比例する要素により回折限界を破る。散乱光イメージングにおいて、走査型近接場光顕微鏡のような機器は周辺的に原子間力顕微鏡と似ている。そのような機器により記録されたデータはしばしば多くの処理を必要とし、本質的に各画像についての光学的逆問題を解決する。
メタマテリアルが基になっているスーパーレンズは、対物レンズを対象物のすぐ近く（通常は数百ナノメートル）に配置することで、回折限界よりも優れた解像度で結像できる。
蛍光顕微鏡法においては、励起と発光は通常異なる波長でおこる。全反射照明蛍光顕微鏡では、カバーガラスのすぐ上に位置するサンプルの薄い部分をエバネッセント場で励起し、従来の回折限界対物レンズで記録して軸方向の分解能を向上させる。
しかし、これらの技術は1波長を超えて画像にすることができないので、それらの適用性を制限する1波長より厚い対象物を画像化するのに使うことができない。

### 遠方場の技術
遠方場イメージング技術は、照明の波長と比較すると大きいが微細構造を含む対象物を画像化するのに最も望ましい技術である。これには細胞が複数の波長に及ぶが分子スケールまでの構造を含む、ほぼ全ての生物学的用途を含む。近年、いくつかの技術が巨視的な距離にわたりサブ回折限界イメージングが可能であることを示している。これらの技術は普通回折限界を超える解像度を生成するために材料の反射光における光学的非線形性を利用している。
これらの技術の中で、STED顕微鏡は最も成功したものの1つである。STEDにおいては、最初に励起し、次に蛍光色素を消すために複数のレーザビームが使用される。より多くの光を加えると画像が明るくなくなる消光過程により引き起こされる照明に対する非線形応答は、色素分子の位置についてのサブ回折限界情報を生成し、高い照明強度を使うことができれば回折限界をはるかに超える解像度が可能となる。

## レーザビーム
レーザビームの集束もしくはコリメーティングの限界は顕微鏡や望遠鏡によるイメージング限界と非常によく似ている。唯一異なるのは、レーザビームが典型的なソフトエッジのビームであることである。光分布におけるこの不均一性により、イメージングにおいてよく知られている1.22とはわずかに異なる係数になる。しかし、スケーリングは全く同じである。
レーザビームのビーム質は、その伝播が同じ波長で理想的なガウシアンビームとどれだけ一致するかによって特徴付けられる。ビーム質の係数 M2 はその中央部でのビームの大きさ、および中央部から離れたところでの発散を測定し、この2つの積（ビームパラメータ積として知られる）をとることにより求められる。この測定されたビームパラメータ積と理想の値の比がM2として定義され、M2=1は理想的なビームである。ビームが回折限界光学系により変換されるとき、ビームのM2の値は保存される。
多くの低出力および中出力レーザの出力は1.2以下のM2値を持ち、本質的に回折限界となっている。

## 他の波
レーダや人間の耳など、他の波動センサにも同じ式が適用される。
光波（すなわち光子）とは異なり、質量を持つ粒子はその量子力学的波長とそのエネルギーの間に異なる関係を有する。この関係は有効"ド・ブロイ"波長が粒子の運動量に反比例することを示している。例えば、10 keVのエネルギーの電子は0.01 nmの波長を有し、それにより電子顕微鏡（SEMやTEM）が高解像度のイメージングを達成することができる。ヘリウム、ネオン、ガリウムなどの有質量粒子は可視光で達成できるものを超える解像度で画像を生成するために使われている。そのような機器はシステムが複雑であるもののナノメートルスケールのイメージング、分析、製造能力を提供する。